# Пфаффиус, Константин Евгеньевич
Константин Евгеньевич Пфаффиус фон Бернгард (1861, Иркутск – 1930) — горный инженер, географ.

## Биография
Родился в 1861 году в Иркутске. Сын Евгения Вильгельмовича Пфаффиуса (Фафиуса, ум. 1884), иркутского чиновника, в 1862 году ставшего кяхтинским пограничным комиссаром; друга ссыльных декабристов.
Среднее образование получил в 1-м Петербургском реальном училище (1881, химическое отделение дополнительного класса). Затем окончил Горный институт (1887), служил на Санкт-Петербургском монетном дворе, затем в Нерчинском горном округе, управлял Горбиченскими промыслами (1890), Горбиченским, Кудечинским и Давендинским золотыми промыслами (1892, 1895), Казаковским золотым промыслом (1895).
Член Совета Приамурского отделения Русского Географического общества (1898—1908), обследовал горячие минеральные источники Приморья, Приамурья и Камчатки. Заведовал музеем в Хабаровске. С 1905 года — статский советник; горный инженер при Приамурском генерал-губернаторе, В 1913 году — почётный мировой судья Владивостока.
Посредник в продаже скелета морской коровы в национальный музей естественной истории (Париж).
Был награждён орденами Св. Анны 3-й и 2-й ст., Св. Владимира 4-й ст., Св. Станислава 3-й и 2-й ст.

## Семья
Дочь — Елена.
Брат — Андрей Евгеньевич Пфаффиус фон Бернгардт (1868, Кяхта — 1937, Актюбинск); окончил Александровский Царскосельский лицей, был председателем Строительного комитета, в 1917 году — член Совета Министра народного просвещения; в советское время — продавец ленинградского винного магазина треста «Арарат», завскладом завода «Красный маляр». Арестован 7 марта 1930 года, тройкой ПП ОГПУ в ленинградском военном округе 1 октября 1930 года был осужден по ст. 58-11 УК РСФСР на три года высылки в Восточно-Сибирский край. В 1933 году вернулся в Ленинград. В 1935 году снова выслан в Иргиз, в п. Джурун Мугоджарского р-на Актюбинской области, где 14 декабря 1937 года арестован и тройкой УНКВД Актюбинской области 25 декабря 1937 года приговорен за «контрреволюционную деятельность» к высшей мере наказания. Расстрелян. Сыновья - Александр, убит в Кисловодске в 1920 году, и Андрей
Жена, Пфафиус Вера Петровна (1856-1939), урожденная Исеева; дочь, Пфафиус Елена Константиновна (1889-1970); внучка, Пфафиус Светлана Ивановна (1925-2012) похоронены на Даниловском кладбище.